# Wimbledon 1952
De 66e editie van het Britse grandslamtoernooi, Wimbledon 1952, werd gehouden van maandag 23 juni tot en met zaterdag 5 juli 1952. Voor de vrouwen was het de 59e editie van het graskampioenschap. Het toernooi werd gespeeld bij de All England Lawn Tennis and Croquet Club in de wijk Wimbledon van de Britse hoofdstad Londen. De titels in het enkelspel werden gewonnen door Frank Sedgman en Maureen Connolly.
Op de enige zondag tijdens het toernooi (Middle Sunday) werd traditioneel niet gespeeld.

## Belangrijkste uitslagen
Mannenenkelspel

Finale: Frank Sedgman (Australië) won van Jaroslav Drobný (Egypte) met 4-6, 6-2, 6-3, 6-2 
Vrouwenenkelspel

Finale: Maureen Connolly (VS) won van Louise Brough (VS) met 7-5, 6-3 
Mannendubbelspel

Finale: Ken McGregor (Australië) en Frank Sedgman (Australië) wonnen van Vic Seixas (VS) en Eric Sturgess (Zuid-Afrika) met 6-3, 7-5, 6-4 
Vrouwendubbelspel

Finale: Shirley Fry (VS) en Doris Hart (VS) wonnen van Louise Brough (VS) en Maureen Connolly (VS) met 8-6, 6-3 
Gemengd dubbelspel

Finale: Doris Hart (VS) en Frank Sedgman (Australië) wonnen van Thelma Long (Australië) en Enrique Morea (Argentinië) met 4-6, 6-3, 6-4 
Meisjesenkelspel

Finale: Fenny ten Bosch (Nederland) won van Rita Davar (India) met 5-7, 6-1, 7-5 
Jongensenkelspel

Finale: Robert Wilson (VK) won van Trevor Fancutt (Zuid-Afrika) met 6-3, 6-3 
Dubbelspel bij de junioren werd voor het eerst in 1982 gespeeld.
1877 · 1878 · 1879 · 1880 · 1881 · 1882 · 1883 · 1884 · 1885 · 1886 · 1887 · 1888 · 1889 · 1890 · 1891 · 1892 · 1893 · 1894 · 1895 · 1896 · 1897 · 1898 · 1899 · 1900 · 1901 · 1902 · 1903 · 1904 · 1905 · 1906 · 1907 · 1908 · 1909 · 1910 · 1911 · 1912 · 1913 · 1914 · 1915–1918 · 1919 · 1920 · 1921 · 1922 · 1923 · 1924 · 1925 · 1926 · 1927 · 1928 · 1929 · 1930 · 1931 · 1932 · 1933 · 1934 · 1935 · 1936 · 1937 · 1938 · 1939 · 1940–1945 · 1946 · 1947 · 1948 · 1949 · 1950 · 1951 · 1952 · 1953 · 1954 · 1955 · 1956 · 1957 · 1958 · 1959 · 1960 · 1961 · 1962 · 1963 · 1964 · 1965 · 1966 · 1967
↓ open tijdperk ↓
1968 (m-v-md-vd-gd) · 1969 (m-v-md-vd-gd) · 1970 (m-v-md-vd-gd) · 1971 (m-v-md-vd-gd) · 1972 (m-v-md-vd-gd) · 1973 (m-v-md-vd-gd) · 1974 (m-v-md-vd-gd) · 1975 (m-v-md-vd-gd) · 1976 (m-v-md-vd-gd) · 1977 (m-v-md-vd-gd) · 1978 (m-v-md-vd-gd) · 1979 (m-v-md-vd-gd) · 1980 (m-v-md-vd-gd) · 1981 (m-v-md-vd-gd) · 1982 (m-v-md-vd-gd) · 1983 (m-v-md-vd-gd) · 1984 (m-v-md-vd-gd) · 1985 (m-v-md-vd-gd) · 1986 (m-v-md-vd-gd) · 1987 (m-v-md-vd-gd) · 1988 (m-v-md-vd-gd) · 1989 (m-v-md-vd-gd) · 1990 (m-v-md-vd-gd) · 1991 (m-v-md-vd-gd) · 1992 (m-v-md-vd-gd) · 1993 (m-v-md-vd-gd) · 1994 (m-v-md-vd-gd) · 1995 (m-v-md-vd-gd) · 1996 (m-v-md-vd-gd) · 1997 (m-v-md-vd-gd) · 1998 (m-v-md-vd-gd) · 1999 (m-v-md-vd-gd) · 2000 (m-v-md-vd-gd) · 2001 (m-v-md-vd-gd) · 2002 (m-v-md-vd-gd) · 2003 (m-v-md-vd-gd) · 2004 (m-v-md-vd-gd) · 2005 (m-v-md-vd-gd) · 2006 (m-v-md-vd-gd) · 2007 (m-v-md-vd-gd) · 2008 (m-v-md-vd-gd) · 2009 (m-v-md-vd-gd) · 2010 (m-v-md-vd-gd) · 2011 (m-v-md-vd-gd) · 2012 (m-v-md-vd-gd) · 2013 (m-v-md-vd-gd) · 2014 (m-v-md-vd-gd) · 2015 (m-v-md-vd-gd) · 2016 (m-v-md-vd-gd) · 2017 (m-v-md-vd-gd) · 2018 (m-v-md-vd-gd) · 2019 (m-v-md-vd-gd) · 2020 · 2021 (m-v-md-vd-gd) · 2022 (m-v-md-vd-gd) · 2023 (m-v-md-vd-gd) · 2024 (m-v-md-vd-gd)
Lijst van Wimbledonwinnaars · Toernooien per editie